# KAT-TUNの絶対マネたくなるTV
『KAT-TUNの絶対マネたくなるTV』（カトゥーンのぜったいマネたくなるテレビ）は、日本テレビ系列で2011年10月18日から12月20日まで火曜日23:58 - 翌0:29に放送された10回限定のバラエティ番組。

## 概要
KAT-TUNのメンバーがロケやスタジオで実際に体験・実演して、みんながマネたくなるような「モノ」「ヒト」「コト」をプレゼンする。ゲストはプレゼンテーションを見て、実際にマネたくなったかどうかを判定する。KAT-TUNがレギュラー冠番組を持つのは、同じくバリューナイト枠で放送されていた『カートゥンKAT-TUN』以来1年半ぶりとなる。
バリューナイト枠で放送されたバラエティ番組としては過去最短の放送回数となった番組でもある。なお、放送時間帯がKAT-TUNと同じジャニーズ事務所所属の中居正広（当時SMAP）が司会を務める『白黒ジャッジバラエティ 中居正広の怪しい噂の集まる図書館』（テレビ朝日系列）と一部重複していた。

### 罰ゲーム
罰ゲームの際のメンバーの表情を写した写真が、セット中央に貼られている。罰ゲームの種類が回によって異なる。
- 第1回 - 第3回：顔面ラップ　中丸雄一　田中聖　亀梨和也　上田竜也
- 第4回・第5回：顔面ストッキング　田中聖　上田竜也
- 第6回・第7回：モノマネで新曲PR　田中聖　田口淳之介
- 第8回・第9回：テレビ初出演映像公開　田中聖　上田竜也

## 出演者
- KAT-TUN
  - 亀梨和也
  - 田口淳之介
  - 田中聖 - ゲストの紹介や全体の仕切りなどの進行も務める。
  - 上田竜也
  - 中丸雄一
  - マネ猿さん(アシスタント)(近藤春菜)

## 放送内容

### プレゼン企画
- 前述したように、メンバーがプレゼンし、それを見てゲストがマネたくなったかどうか判定。判定結果によって、罰ゲームを受ける。
- 判定欄の数字は「マネたくなる」を挙げた数で、名前はプレゼン対決の勝者である。

| 放送日           | 回     | プレゼンテーマ                           | プレゼンター                 | ゲスト                                         | 判定                                                                                   | 視聴率 |
| ---------------- | ------ | ---------------------------------------- | ---------------------------- | ---------------------------------------------- | -------------------------------------------------------------------------------------- | ------ |
| 2011年10月18日   | 最初回 | 絶対マネたくなるジェットコースター克服法 | 中丸雄一                     | 尾木直樹、千秋、ピース                         | 尾木直樹（マネたい）,千秋（マネたくない）, ピース（マネたくない）X                     | 4.8%   |
| 2011年10月18日   | 最初回 | 絶対マネたくなるご飯の炊き方             | 亀梨和也                     | 尾木直樹、千秋、ピース                         | 尾木直樹（マネたい）,千秋（マネたくない）,ピース（マネたい）O                          | 4.8%   |
| 2011年10月25日   | 第2回  | 絶対マネたくなる美味しい紅茶の入れ方     | 田中聖                       | 北斗晶、土田晃之、ローラ・チャン               | 北斗晶（マネたくない）,土田晃之（マネたくない）,ローラ・チャン（マネたくない）X        | 3.6%   |
| 2011年10月25日   | 第2回  | 絶対マネたくなる記念撮影                 | 田口淳之介                   | 北斗晶、土田晃之、ローラ・チャン               | 北斗晶（マネたくない）,土田晃之（マネたい）,ローラ・チャン（マネたい）O                | 3.6%   |
| 2011年11月1日    | 第3回  | 絶対マネたくなる絶景写真                 | 中丸雄一                     | 高田延彦、平愛梨、ふかわりょう                 | 高田延彦（マネたい）,平愛梨（マネたい）,ふかわりょう（マネたい）O                      | 3.8%   |
| 2011年11月1日    | 第3回  | 絶対マネたくなるカレーの隠し味           | 亀梨和也                     | 高田延彦、平愛梨、ふかわりょう                 | 高田延彦（マネたくない）,平愛梨（マネたい）,ふかわりょう（マネたくない）X              | 3.8%   |
| 2011年11月1日    | 第3回  | 絶対マネたくなるペット                   | 上田竜也                     | 高田延彦、平愛梨、ふかわりょう                 | 高田延彦（マネたくない）,平愛梨（マネたくない）,ふかわりょう（マネたくない）X          | 3.8%   |
| 2011年11月8日    | 第4回  | 絶対マネたくなる花束の作り方             | 亀梨和也                     | 磯野貴理子、田中美保、ハライチ、いとうけんいち | 磯野貴理子（マネたくない）,田中美保（マネたい）,ハライチ（マネたい）O                  | 3.6%   |
| 2011年11月8日    | 第4回  | 絶対マネたくなる世界記録                 | 田中聖                       | 磯野貴理子、田中美保、ハライチ、いとうけんいち | 磯野貴理子（マネたくない）,田中美保（マネたくない）,ハライチ（マネたくない）X          | 3.6%   |
| 2011年11月15日   | 第5回  | 絶対マネたくなる男の美容(ネイルアート)   | 上田竜也                     | 佐々木健介、北斗晶、菜々緒、平成ノブシコブシ   | 佐々木健介&北斗晶（マネたくない）,菜々緒（マネたい）,平成ノブシコブシ（マネたくない）X | 3.2%   |
| 2011年11月15日   | 第5回  | 絶対マネたくなる隠れハート探し           | 中丸雄一                     | 佐々木健介、北斗晶、菜々緒、平成ノブシコブシ   | 佐々木健介&北斗晶（マネたい）,菜々緒（マネたい）,平成ノブシコブシ（マネたい）O         | 3.2%   |
| 2011年11月22日   | 第6回  | 絶対マネたくなるギョーザのあん           | 亀梨和也                     | 杉村太蔵、SHELLY、我が家                       | 杉村太蔵(亀梨和也),SHELLY(田中聖),我が家(亀梨和也)                                     | 4.7%   |
| 2011年11月22日   | 第6回  | 絶対マネたくなるお手軽スポーツ           | 田中聖                       | 杉村太蔵、SHELLY、我が家                       | 杉村太蔵(亀梨和也),SHELLY(田中聖),我が家(亀梨和也)                                     | 4.7%   |
| 2011年11月29日   | 第7回  | 絶対マネたくなる文房具                   | 田口淳之介                   | IKKO、トリンドル玲奈、綾部祐二                 | 中丸雄一                                                                               | 4.2%   |
| 2011年11月29日   | 第7回  | 絶対マネたくなる隠れハート探し(屋久島)   | 中丸雄一                     | IKKO、トリンドル玲奈、綾部祐二                 | 中丸雄一                                                                               | 4.2%   |
| 2011年12月6日    | 第8回  | 絶対マネたくなるごはんのおとも           | 田中聖、田口淳之介、中丸雄一 | 具志堅用高、はるな愛、次長課長                 | 具志堅用高(中丸雄一),はるな愛(田口淳之介),次長課長(中丸雄一)                           | 3.2%   |
| 2011年12月13日   | 第9回  | 絶対マネたくなる交渉術                   | 上田竜也                     | クリス松村、いとうあさこ、はんにゃ             | クリス松村（マネたい），いとうあさこ（マネたくない），はんにゃ（マネたくない）         | 2.1%   |
| 2011年12月20日   | 最終回 | 絶対マネたくなるパーティ料理             | 中丸雄一                     | MEGUMI、小倉優子、次長課長                     | ※判定無し                                                                              | 2.3%   |
| 2011年12月20日   | 最終回 | 絶対マネたくなるスイーツ                 | 上田竜也                     | MEGUMI、小倉優子、次長課長                     | ※判定無し                                                                              | 2.3%   |
| 2011年12月20日   | 最終回 | 絶対マネたくなるぬいぐるみ               | 亀梨和也                     | MEGUMI、小倉優子、次長課長                     | ※判定無し                                                                              | 2.3%   |
| 平均視聴率 3.55% |        |                                          |                              |                                                |                                                                                        |        |

※12月6日はNEWS ZEROの放送時間拡大、12月13日はFIFAクラブワールドカップのハイライトの放送、12月20日は22時台の番組が30分拡大のため、30分繰り下げ(24:28 - 24:59)

### 入口出口田口ゲーム
| 放送日     | ゲスト                                         |
| ---------- | ---------------------------------------------- |
| 2011.11.15 | 平成ノブシコブシ（負け）                       |
| 11.22      | 綾部祐二（負け）                               |
| 12.6       | 次長課長（上田竜也負け）                       |
| 12.13      | はんにゃ（川島章良負け）、いとうあさこ（負け） |
| 12.20      | はるな愛（はるな愛と田中聖負け）               |

### KAT-TUN全員で世界記録に挑戦!
| 放送日    | 挑戦した世界記録                  | 挑戦者                                             | 結果                                      |
| --------- | --------------------------------- | -------------------------------------------------- | ----------------------------------------- |
| 2011.11.8 | 100m四足歩行                      | 田中聖                                             | 記録更新せず                              |
| 2011.11.8 | パンツ早ばき                      | 田中聖                                             | 記録更新せず                              |
| 2011.11.8 | 側転                              | 田中聖                                             | 記録更新せず                              |
| 2011.11.8 | バービー人形早着替え              | 田中聖                                             | 記録更新せず(記録は非公式ながら世界第2位) |
| 11.22     | スタージャンプ（1分 61回）        | 上田竜也（80回）、田中聖（55回）、亀梨和也（53回） | 記録更新(上田竜也)                        |
| 11.22     | 切手貼り （1分 70枚）             | 亀梨和也（58枚）、中丸雄一 （55枚）                | 記録更新せず                              |
| 11.29     | テニスボールキャッチ（30秒 15個） | 亀梨和也&田口淳之介（1回目14個,2回目16個）         | 2回目で記録更新                           |
| 11.29     | ピンポン玉キャッチ（1分 17個）    | 全員                                               | 記録更新せず                              |
| 12.13     | ペア馬跳び （1分 57回）           | 上田竜也&田中聖（54回）                            | 記録更新せず                              |
| 12.13     | ペア馬跳び （1分 57回）           | 上田竜也&田口淳之介 （61回）                       | 記録更新                                  |
| 12.13     | サッカーボールパス（50回 33秒45） | 中丸雄一&亀梨和也（35秒83）                        | 記録更新せず                              |
| 12.13     | チョコレート色分け（31秒50）      | 亀梨和也（X）、中丸雄一（29秒80）                  | 記録更新(中丸雄一)                        |
| 12.20     | 寝コローリング（2m 5秒91）        | 全員                                               | 記録更新(上田竜也 5秒43)                  |

### クイズ!中丸くん
12月6日と20日に放送された企画。

## ネット局
| 放送対象地域   | 放送局                                                  | 系列                                           | 放送曜日・時間     |
| -------------- | ------------------------------------------------------- | ---------------------------------------------- | ------------------ |
| 関東広域圏     | 日本テレビ（NTV） 『KAT-TUNの絶対マネたくなるTV』制作局 | 日本テレビ系列                                 | 火曜23:58 - 翌0:29 |
| 北海道         | 札幌テレビ（STV）                                       | 日本テレビ系列                                 | 火曜23:58 - 翌0:29 |
| 青森県         | 青森放送（RAB）                                         | 日本テレビ系列                                 | 火曜23:58 - 翌0:29 |
| 岩手県         | テレビ岩手（TVI）                                       | 日本テレビ系列                                 | 火曜23:58 - 翌0:29 |
| 宮城県         | ミヤギテレビ（MMT）                                     | 日本テレビ系列                                 | 火曜23:58 - 翌0:29 |
| 秋田県         | 秋田放送（ABS）                                         | 日本テレビ系列                                 | 火曜23:58 - 翌0:29 |
| 山形県         | 山形放送（YBC）                                         | 日本テレビ系列                                 | 火曜23:58 - 翌0:29 |
| 福島県         | 福島中央テレビ（FCT）                                   | 日本テレビ系列                                 | 火曜23:58 - 翌0:29 |
| 山梨県         | 山梨放送（YBS）                                         | 日本テレビ系列                                 | 火曜23:58 - 翌0:29 |
| 新潟県         | テレビ新潟（TeNY）                                      | 日本テレビ系列                                 | 火曜23:58 - 翌0:29 |
| 長野県         | テレビ信州（TSB）                                       | 日本テレビ系列                                 | 火曜23:58 - 翌0:29 |
| 静岡県         | 静岡第一テレビ（SDT）                                   | 日本テレビ系列                                 | 火曜23:58 - 翌0:29 |
| 富山県         | 北日本放送（KNB）                                       | 日本テレビ系列                                 | 火曜23:58 - 翌0:29 |
| 石川県         | テレビ金沢（KTK）                                       | 日本テレビ系列                                 | 火曜23:58 - 翌0:29 |
| 福井県         | 福井放送（FBC）                                         | 日本テレビ系列／テレビ朝日系列                 | 火曜23:58 - 翌0:29 |
| 中京広域圏     | 中京テレビ（CTV）                                       | 日本テレビ系列                                 | 火曜23:58 - 翌0:29 |
| 近畿広域圏     | 読売テレビ（ytv）                                       | 日本テレビ系列                                 | 火曜23:58 - 翌0:29 |
| 鳥取県・島根県 | 日本海テレビ（NKT）                                     | 日本テレビ系列                                 | 火曜23:58 - 翌0:29 |
| 広島県         | 広島テレビ（HTV）                                       | 日本テレビ系列                                 | 火曜23:58 - 翌0:29 |
| 山口県         | 山口放送（KRY）                                         | 日本テレビ系列                                 | 火曜23:58 - 翌0:29 |
| 徳島県         | 四国放送（JRT）                                         | 日本テレビ系列                                 | 火曜23:58 - 翌0:29 |
| 香川県・岡山県 | 西日本放送（RNC）                                       | 日本テレビ系列                                 | 火曜23:58 - 翌0:29 |
| 愛媛県         | 南海放送（RNB）                                         | 日本テレビ系列                                 | 火曜23:58 - 翌0:29 |
| 高知県         | 高知放送（RKC）                                         | 日本テレビ系列                                 | 火曜23:58 - 翌0:29 |
| 福岡県         | 福岡放送（FBS）                                         | 日本テレビ系列                                 | 火曜23:58 - 翌0:29 |
| 長崎県         | 長崎国際テレビ（NIB）                                   | 日本テレビ系列                                 | 火曜23:58 - 翌0:29 |
| 熊本県         | くまもと県民テレビ（KKT）                               | 日本テレビ系列                                 | 火曜23:58 - 翌0:29 |
| 大分県         | テレビ大分（TOS）                                       | 日本テレビ系列／フジテレビ系列                 | 火曜23:58 - 翌0:29 |
| 宮崎県         | テレビ宮崎（UMK）                                       | フジテレビ系列／日本テレビ系列／テレビ朝日系列 | 火曜23:58 - 翌0:29 |
| 鹿児島県       | 鹿児島読売テレビ（KYT）                                 | 日本テレビ系列                                 | 火曜23:58 - 翌0:29 |

## スタッフ
- 企画・演出：徳永清孝
- 構成：石塚祐介、アリエシュンスケ、大谷裕一
- TM：木村博靖
- SW：鎌倉和由→小林宏義
- CAM：吉田健治、蔦佳樹
- VE：斎藤孝行、三崎美貴、鈴木昭博
- 音声：白水英国
- 照明：小笠原雅登
- 美術：大川明子、栗原純二
- デザイン：平岡真穂
- 大道具：増子純一
- 電飾：伊藤伸朗
- モニター：ミジェット
- EED：小市亮
- MA：中村裕子
- CG：キャニットG
- 技術協力：NiTRO
- 美術協力：日テレアート
- 音効：冨田昌一
- リサーチ：近藤奏大
- デスク：本郷直
- TK：長坂真由美→山岸由佳
- 協力：ジャニーズ事務所
- 編成：吉無田剛
- 広報：戸田聖一郎
- AP：伊藤真和、本多里子→川島道子
- ディレクター：倉田敬之、小早川憲一、藤野はるか、小田清仁、常盤俊郎、伊澤洋介、川口信洋、中島孝志
- プロデューサー：伊東修、岩下英恵/藤井則子、松島美由紀
- チーフプロデューサー：藤井淳
- 制作協力：ZION
- 製作著作：日本テレビ